# П'єр Клоссовскі
П'єр Клоссовскі, (фр. Pierre Klossowski; 9 серпня 1905, Париж — 12 серпня 2001, Париж) — французький філософ, психоаналітик, письменник, художник, літературний критик, перекладач, старший брат Бальтюса. Своїми попередниками називав маркіза де Сада, Фрідріха Ніцше, Зигмунда Фрейда, Жоржа Батая.

## Біографія
Народився 9 серпня 1905 року в Парижі. Батьки П'єра були родом з Пруссії, родина мала польське коріння. Батько — Еріх Клоссовскі, художник, мистецтвознавець; мати — Елізабет Доротея Спіро, художниця з Бреслау (Вроцлав), серед друзів відома як Баладін Клоссовська. Молодший брат П'єра Клоссовскі — відомий художник Бальтюс.
Дитинство й отроцтво обох братів пройшло в художницькому й письменницькому середовищі. Особливо близьким до родини Клоссовскі був Рільке, що навіть став коханцем матері, коли П'єру було п'ятнадцять років. Велике значення для майбутніх вподобань П'єра мали часті, майже щоденні, відвідини Андре Жіда.
У 1928 році Клоссовскі разом з поетом П'єром Жаном Жувом взявся за переклад «Шалених віршів» Гельдерліна. У 1935 році в колах «Психоаналітичного товариства» в Парижі, часопис якого опублікував його перший текст про маркіза де Сада, запізнався з Жоржем Батаєм. За посередництва Батая Клоссовскі познайомився з Андре Бретоном. Згодом співпрацював з часописом «Асефал» й затоваришував з художником Андре Массоном.
Під час німецької окупації Клоссовскі контактував з Рухом Опору, паралельно займався студіями схоластики й теології на домініканському факультеті Сен-Максім, потім в Ліоні, а згодом в Парижі в Католицькому інституті. Після війни співпрацював з екуменічним журналом «Живий бог» (Dieu vivant). Та 1947 року Клоссовскі повернувся до світського життя й одружився, невдовзі він опублікував свої відому роботу «Сад, мій ближній».
У 1950 році з'явився його роман «Підвішене покликання» (La Vocation suspendue), присвячений особистій релігійній кризі. Найважливішим твором Клоссовскі вважають його трилогію «Закони гостинності», що складається з таких частин: «Скасування Нантського едикту» (La Révocation de l'Édit de Nantes, 1959), «Роберта, сьогодні ввечері» (Roberte, ce soir, 1954) «Суфлер» (Le Souffleur 1960). У 1965 році з'явився його роман «Le Baphomet», (1965 — Премія Критиків).
Клоссовскі є також автором збірок есеїв «Купання Діани» (Le Bain de Diane, 1957), «Таке зловісне бажання» (Un si funeste désir, 1963), а також книжки «Ніцше й порочний круг» (Nietzsche et le Cercle vicieux, 1969).
У кінематографі Клоссовскі співпрацював з Робером Брессоном, П'єром Зюкка та Раулем Руїсом.
У 80-х роках він цілковито зайнявся малюванням. Було організовано багато виставок його робіт у Франції й за кордоном.
Помер у віці 96 років.

## Творча характеристика
У збірці «Сад, мій ближній» (1947) Клоссовськи розвиває ідею «інтегрального атеїзму», що знаменує собою кінець антропоморфного розуму. «Інтегральний атеїзм» стверджує, що разом з «абсолютним гарантом» принципу ідентичності (тео- або антропоцентризмом) зникає сам цей принцип, а також моральні та фізичні обґрунтування відповідальності індивідуального «Я». Основним мотивом діяльності суб'єкта є «бажання», яке, на відміну від «сексуальності», залишається незмінним протягом всього розвитку психосоматичної конституції індивіда.
Перекладав Вергілія , Светонія, Гельдерліна, Ніцше, Кафку, Пауля Клее, Вальтера Беньяміна, Вітґенштайна, Гайдеґґера . Новаторський переклад Вергілія, що викликав полеміку з боку професійних філологів-антикознавців, привернув увагу Мішеля Фуко, Мішеля Дегі, Антуана Бермана.

## Твори

### Романи, оповідання, есе
- Sade mon prochain, Paris, Éditions du Seuil, 1947
- Les Méditations bibliques de Hamann, avec une étude de Hegel, 1948, Éditions de Minuit
- La Vocation suspendue, Paris, Gallimard, 1950
- Roberte, ce soir, Paris, Éditions de Minuit, 1953
- Le Bain de Diane, Paris, Jean-Jacques Pauvert, 1956
- La Révocation de l'Édit de Nantes, Paris, Éditions de Minuit, 1959
- Le Souffleur ou Un théâtre de société, Paris, Jean-Jacques Pauvert, 1960
- Un si funeste désir, recueil d'articles, Paris, Gallimard, 1963
- Les Lois de l'hospitalité (La Révocation de l'Édit de Nantes, Roberte, ce soir, Le Souffleur), édition définitive augmentée d'un avertissement et d'une postface, Paris, Gallimard, coll. Le Chemin, 1965
- Le Baphomet, Paris, Mercure de France, 1965
- Sade mon prochain, nouvelle édition précédée d'un avertissement et de Le Philosophe scélérat, Paris, Éditions du Seuil, 1967
- Origines cultuelles et mythiques d'un certain comportement des Dames Romaines, Montpellier, Fata Morgana, 1968 — nouvelle édition, 2010
- Nietzsche et le Cercle vicieux, Paris, Mercure de France, 1969
- Les derniers travaux de Gulliver suivi de Sade et Fourier, Monpellier, Fata morgana, 1974
- La Ressemblance, recueil d'articles suivi d'un entretien avec Alain Arnaud, Marseille, André Dimanche, 1984
- Le Mage du Nord, essai sur Hamann et traduction des Lettres de J. G. Hamann et Golgotha et Scheblimini, Montpellier, Fata Morgana, 1988
- La Monnaie vivante, précédé d'une lettre de Michel Foucault à l'auteur sur La Monnaie vivante, hiver 1970, Paris, Joëlle Losfeld, coll. Récits témoignages, 1994
- L'Adolescent immortel, Paris, Gallimard, coll. Le Cabinet des lettrés, 2001
- Écrits d'un monomane. Essais 1933—1939, Paris, Gallimard, coll. Le Promeneur, 2001
- Tableaux vivants. Essais critiques, 1936—1983, Paris, Gallimard, coll. Le Promeneur, 2001

### Вибрані статті
- «Fragments d'une lettre à Michel Butor», dans Les Cahiers du Chemin, n° 1, octobre 1967, p. 90
- «L'Indiscernable», dans La NRF, n° 306, juillet 1978, pp. 20–29
- «Le plus grave malentendu», dans Les Cahiers du Chemin, n° 5, janvier 1969, p. 104
- «Premier entretien sur l'idée du porte-malheur», dans Les Cahiers du Chemin, n° 16, octobre 1972, p. 10
- «La décadence du Nu», dans Les Cahiers du Chemin, n° 27, avril 1976, p. 108
- «Aux limites de l'indiscrétion», entretien avec J.-M. Monnoyer, dans La NRF, n° 325, février 1980, pp. 70–86
- «Jean-Noël Vuarnet», dans La NRF, n° 338 , mars 1981, pp. 82–93

### Переклади
- Poèmes de la folie de Hölderlin, traduction de Pierre Jean Jouve avec la collaboration de Pierre Klossowski, avant-propos de Bernard Groethuysen, Paris, Fourcade, 1930 ; rééd. Gallimard, 1963
- Friedrich Sieburg, Défense du nationalisme allemand, Paris, Grasset, 1933
- Friedrich Sieburg, Robespierre, Paris, Ernest Flammarion, 1936
- Franz Kafka, Journal intime, suivi de Esquisse d'une autobiographie, de Considérations sur le péché et de Méditations, Paris, Grasset, 1945
- Johann Georg Hamann, Méditations bibliques, Paris, Éditions de Minuit, 1948
- Friedrich Nietzsche, Le Gai Savoir, Paris, Club français du livre, 1954 ; repris dans l'édition des Œuvres complètes, Paris, Gallimard, 1967
- Max Scheler, Le sens de la souffrance suivi de deux autres essais : Repentir et renaissance, Amour et connaissance, Paris, Aubier
- Suétone, Vie des douze César, Paris, Club français du livre, 1959
- Paul Klee, Journal, Paris, Grasset, 1959
- Ludwig Wittgenstein, Tractatus logico-philosophicus suivi de Investigations philosophiques, Paris, Gallimard, coll. Bibliothèque des idées, 1961
- Li-Yu, La Chair comme tapis de prière, Paris, Jean-Jacques Pauvert, 1962
- Virgile, L'Énéide, Paris, Gallimard, 1964
- Martin Heidegger, Nietzsche, traduit de l'allemand par Pierre Klossowski, Paris, Gallimard, 1971